# Robert Hamer
Robert James Hamer, född 31 mars 1911 i Kidderminster, Worcestershire, död 4 december 1963 i London var en brittisk filmklippare, regissör och manusförfattare.

## Filmografi i urval
- 1938 – Dansösen från gatan - klippning
- 1939 – Värdshuset Jamaica - klippning
- 1945 – Skuggor i natten - regissör, avsnittet "Haunted Mirror"
- 1947 – Drama i East End - regissör, manusförfattare
- 1949 – Sju hertigar - regissör, manusförfattare
- 1952 – Han kom för att hämnas - regissör
- 1954 – Mästerdetektiven - regissör, manusförfattare
- 1955 – Kärlek i Paris - regissör
- 1960 – Skola för skojare - regissör
- 1964 – I giftigaste laget - manusförfattare